# 구사쓰슈쿠

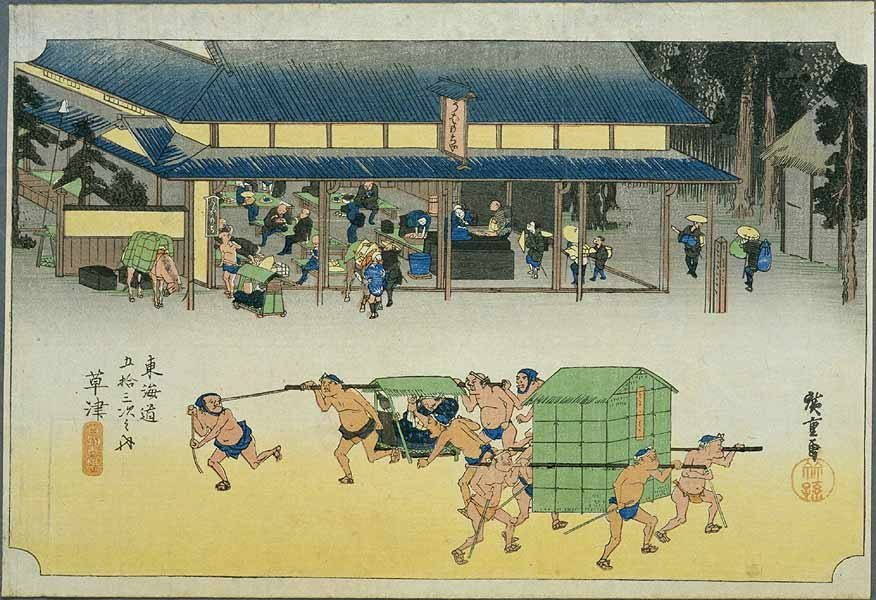
우타가와 히로시게 『도카이도 오십삼차・쿠사츠』

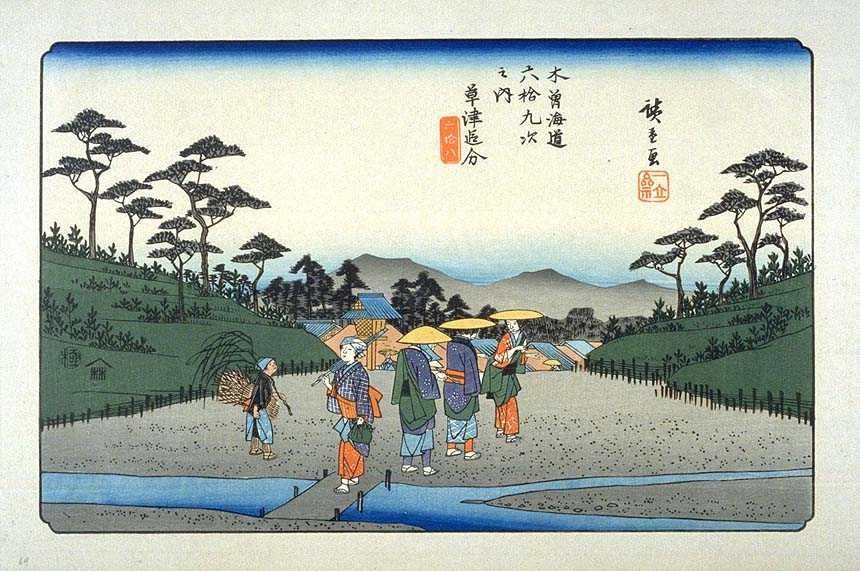
우타가와 히로시게 『키소 카이도 육십구차・쿠사츠』

쿠사츠슈쿠/쿠사츠주쿠/쿠사츠야도(일본어: 草津宿 くさつしゅく、くさつじゅく、くさつやど[*])는 오미국 쿠리타군에 있었던 도카이도 오십삼차의 52번째 슈쿠바로, 나카센도와 합류하는 지점이다. 현재는 시가현 쿠사츠시의 시가지이다. 혼진이 현존하며, 국가 사적으로 지정되어있다.
도카이도의 에도 쪽에서는 쿠사츠강을 넘어 제방을 따라 나아가면 토요코정ㆍ니시요코정과 이어져 나카센도와의 합류 지점에 이른다. 여기서 좌회전 하여 첫 번째 마을에서 여섯 번째 마을까지 이어져 미야카와를 건너 마지막이 미야마치이다. 나카센도로부터는 텐죠가와인 옛 쿠사츠강을 터널로 빠져나가면 오이와케에 이르지만, 터널이 생긴 것은 메이지 19년 (1886년)의 일이다.

## 개략
덴포 14년 (1843년)의 『東海道宿村大概帳』에 의하면, 쿠사츠슈쿠의 슈쿠 내 가옥 수는 586채, 그 중 본진 2채, 와키혼진 2채, 여관 72채로, 슈쿠 내 인구는 2,351명이었다.

## 역사
쿠사츠는 예로부터 동서 이동시 교통의 요충지였다. 무로마치 시대에는 이세 참배에서 교토와 이세의 중간 지점으로서 발전해, 오에이 29년 (1422년)에는 쇼군 아시카가 요시모치가 이세로 향할 때, 쿠사츠에 대규모 숙박 시설 "쿠사츠 고쇼"의 축조를 개시했다.
에이로쿠 11년 (1568년) 경에는 오다 노부나가가 아시카가 요시아키에게 이즈미의 사카이, 오미의 오오츠, 쿠사츠에 대관을 두도록 요청했다. 「세다바시를 제압하는 자가 천하를 제압한다(瀬田橋を制する者は天下を制する)」라는 말이 있어, 오다 노부나가도 오오츠ㆍ쿠사츠에 주목했던 것으로 생각된다. 실제로 노부나가는 현지 도로 수리와 축조, 세타바시 가교 등 교통 정책에 주력했다.
세키가하라 전투 이후에는 도쿠가와 이에야스가 가도 상의 각 슈쿠바에서 사람과 말을 제공하고, 짐을 릴레이 형식으로 계속 운반해 나가는 「전마정서(伝馬定書)」가 세워졌다. 이에 따라 도카이도 정비와 슈쿠바가 설치되었다. 이 시기에 쿠사츠슈쿠가 탄생하여 수많은 여행자들이 왕래하는 슈쿠바마치로써 쿠사츠슈쿠와 그 지역이 발전해 가게 된다.

## 사적ㆍ볼거리

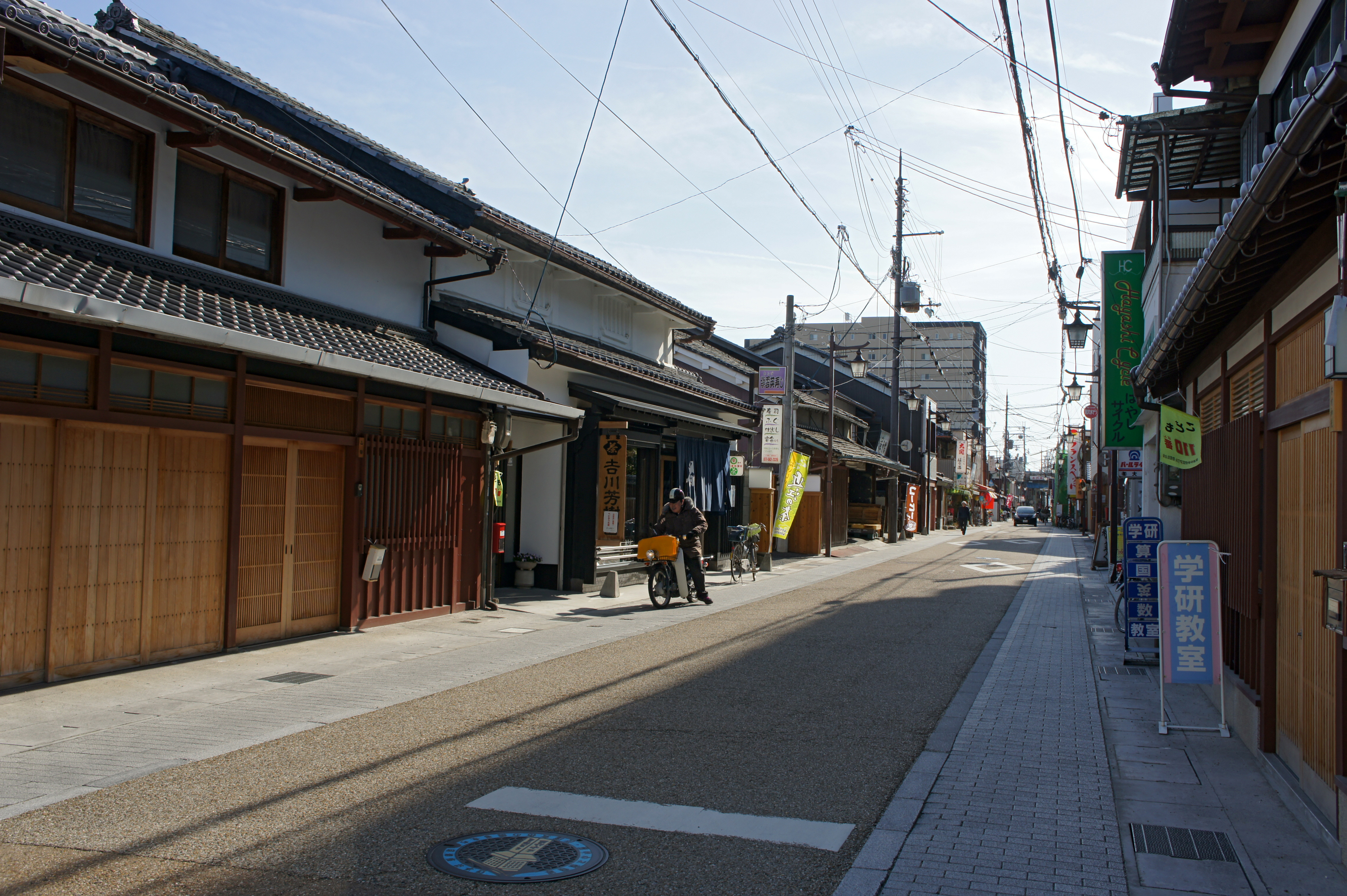
현재의 쿠사츠슈쿠

- 오이와케 도표 - 도카이도와 나카센도와의 분기점에 서있는 도표.
- 코사츠 장소
- 본진 : 2채 (타나카 시치자에몬 (시치자에몬 본진. 일명 키야 혼진)ㆍ타나카 쿠조 (쿠조 혼진)
  - 쿠사츠주쿠 본진 (타나카 시치자에몬 본진) - 국가 사적. 본진 중 2개 중 하나로, 현존하는 본진 중 최대급. 해체수리를 하면서 고카 3년 (1846년)의 옛 모습으로 복원하여, 1996년부터 일반공개 중. "대복장(大福帳)"을 보면 아사노 나가노리, 키라 요시히사, 히지카타 토시조 등 역사 상 중요 인물의 이름도 많이 남아있다.
  - 타나카 쿠조 본진 - 본진 2개 중 하나로, 현존하지 않음. 아츠히메 (텐쇼인)이 가에이 6년 10월 6일 (1853년 11월 6일)에 묵었다. 타나카 시치자에몬 본진에 남은 대복장의 한 쪽에 아츠히메 (텐쇼인)의 이름이 남아있다.
- 와키혼진 : 2~4채 (오구로야 야스케, 후지야 요자에몬, 센다이야 시게하치, 카시와야 쥬에몬, 히라이야 히코에몬) - 와키혼진은 시대에 따라 변천은 있찌만, 2~4채가 있었다.
  - 요시카와 요시키엔 점포 겸 주옥 - 구 후지야 요자에몬가의 일부 (북측 집과 1채분). 에도 시대 후기 건축. 등록 유형 문화재.
- 여관 - 덴포 연간 (1830년 - 1844년)에 72채, 가장 많았을 때는 132채. 슈쿠바 안에는 5~6채 중 1채가 여관이었다.
- 관목개소(貫目改所) - 쿠사츠슈쿠에는 쇼토쿠 2년 (1712년)에 전국 5개소에 설치된 관목개소가 있었다. 관목 개소는 쿠사츠 외에, 도카이도의 시나가와슈쿠, 후츄슈쿠, 나카센도의 이타바시슈쿠, 세바주쿠에 있었다.
- 쿠사츠주쿠 가도 교류관
- 타치키 신사
- 쿠로몬 터
- 우바모치야 : 우키요에 (쿠사츠 "명물입장")
- 오시오이 신사
- 도관장

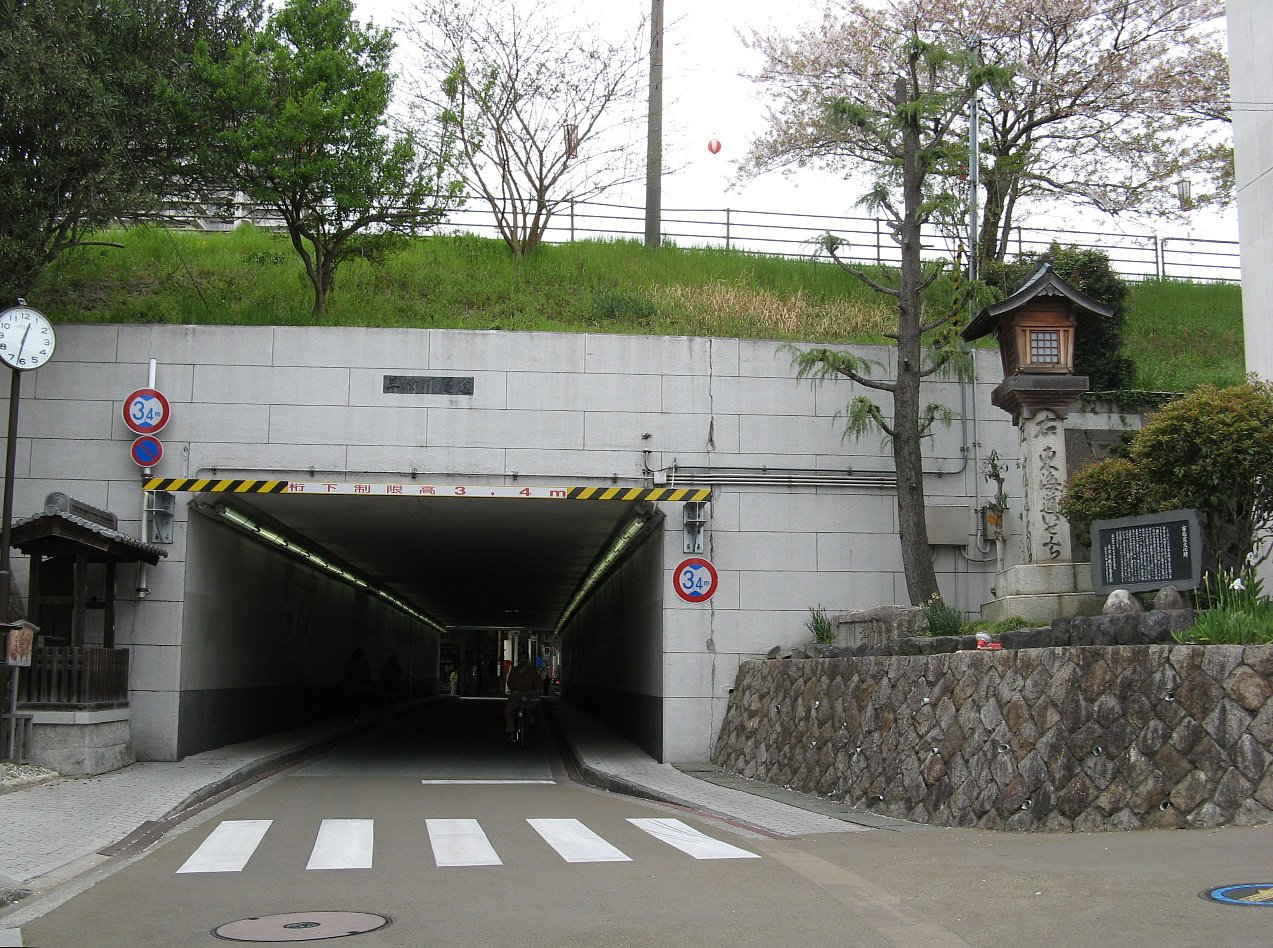
도카이도 (우회전)과 나카센도 (직진)의 분기점 쿠사츠오이와케. 이정표는 오른쪽에 서있다.
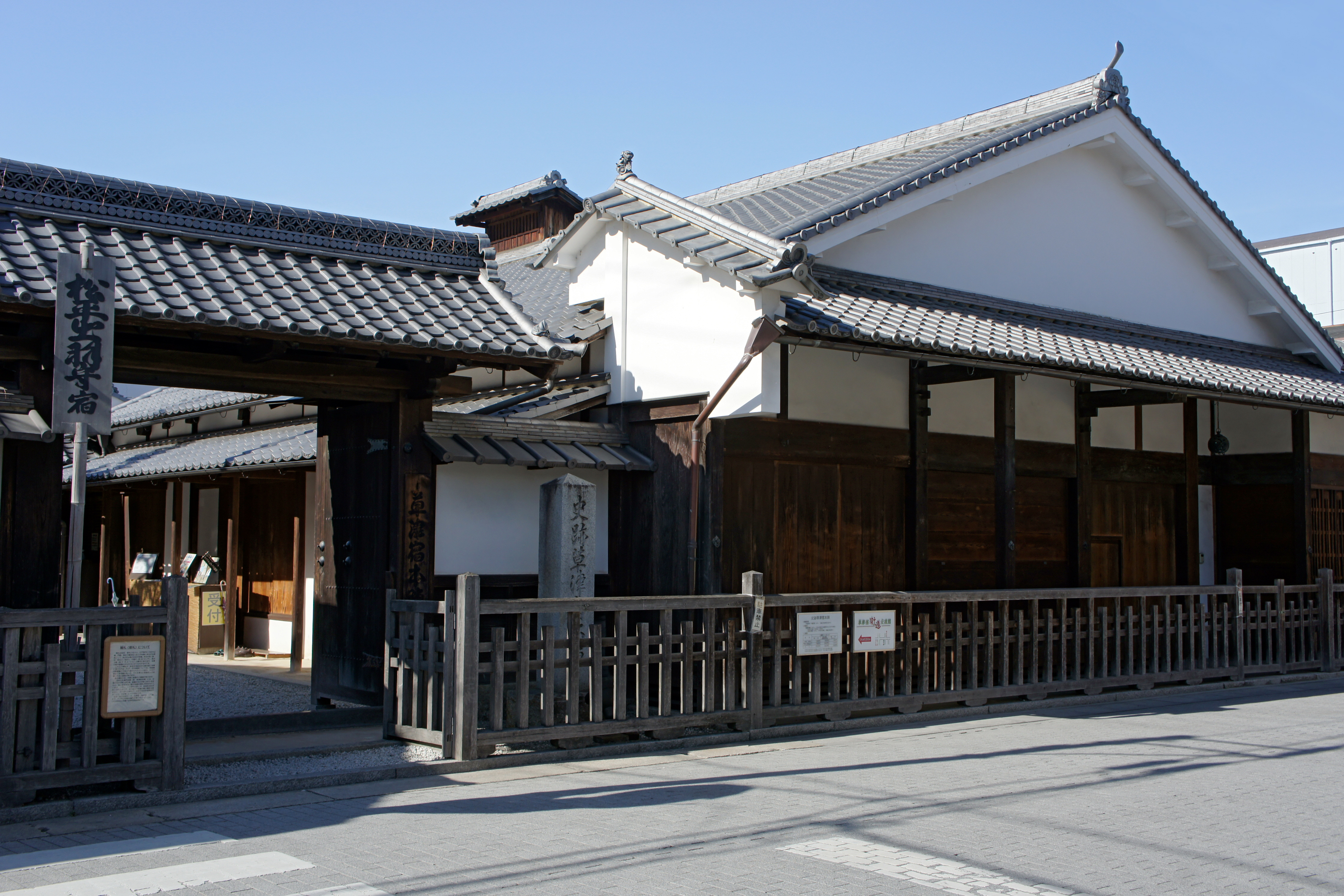
쿠사츠슈쿠 본진 (국가사적)

## 가는 법

### 대중교통
- JR비와코선 (도카이도 본선)ㆍJR쿠사츠선 쿠사츠역에서 도보 10분
- 같은 역에서 마메버스를 타고 "쿠사츠슈쿠 본진" 정류장에서 하차

### 자동차
- 신메이신 고속도로 쿠사츠타나카미IC에서 약 15분, 메이신 고속도로 릿토IC에서 약 15분

## 근처 슈쿠바
- 도카이도

이시베슈쿠 - 쿠사츠슈쿠 - 오오츠슈쿠
- 나카센도

모리야마슈쿠 - 쿠사츠슈쿠